# Tingvoll
Tingvoll – norweskie miasto i gmina leżąca w regionie Møre og Romsdal.
Tingvoll jest 262. norweską gminą pod względem powierzchni.

## Demografia
Według danych z roku 2005 gminę zamieszkuje 3105 osób, gęstość zaludnienia wynosi 9,2 os./km². Pod względem zaludnienia Tingvoll zajmuje 266. miejsce wśród norweskich gmin.
| ludność stan na 1 stycznia 2005 |         |           |       |
|                                 | kobiety | mężczyźni | razem |
| osób                            | 1546    | 1559      | 3105  |
| %                               | 49,79%  | 50,21%    | 100%  |

| wykształcenie stan na 1 października 2004 |        |         |        |        |
|                                           | podst. | średnie | wyższe | niezn. |
| osób                                      | 524    | 1500    | 413    | 73     |
| %                                         | 20,88% | 59,76%  | 16,45% | 2,91%  |

## Edukacja
Według danych z 1 października 2004:
- liczba szkół podstawowych (norw. grunnskolar): 3
- liczba uczniów szkół podst.: 396

## Władze gminy
Według danych na rok 2011 administratorem gminy (norw. rådmann) jest Fredrik Wilhelm Gulbranson, natomiast burmistrzem (norw. ordfører, d. borgermester) jest Ole Morten Sørvik.